# Federico Baistrocchi
Grof Federico Baistrocchi, italijanski general, * 1871, † 1947.